# Distrito Escolar Unificado de Paramount
El Distrito Escolar Unificado de Paramount (Paramount Unified School District) es un distrito escolar de California. Tiene su sede en Paramount. El consejo de educación tiene un presidente, un vicepresidente y tres miembros. El distrito gestiona 10 escuelas primarias, cuatro escuelas medias, 1 escuela K-8 y dos escuelas preparatorias.